# Pedro Delgado

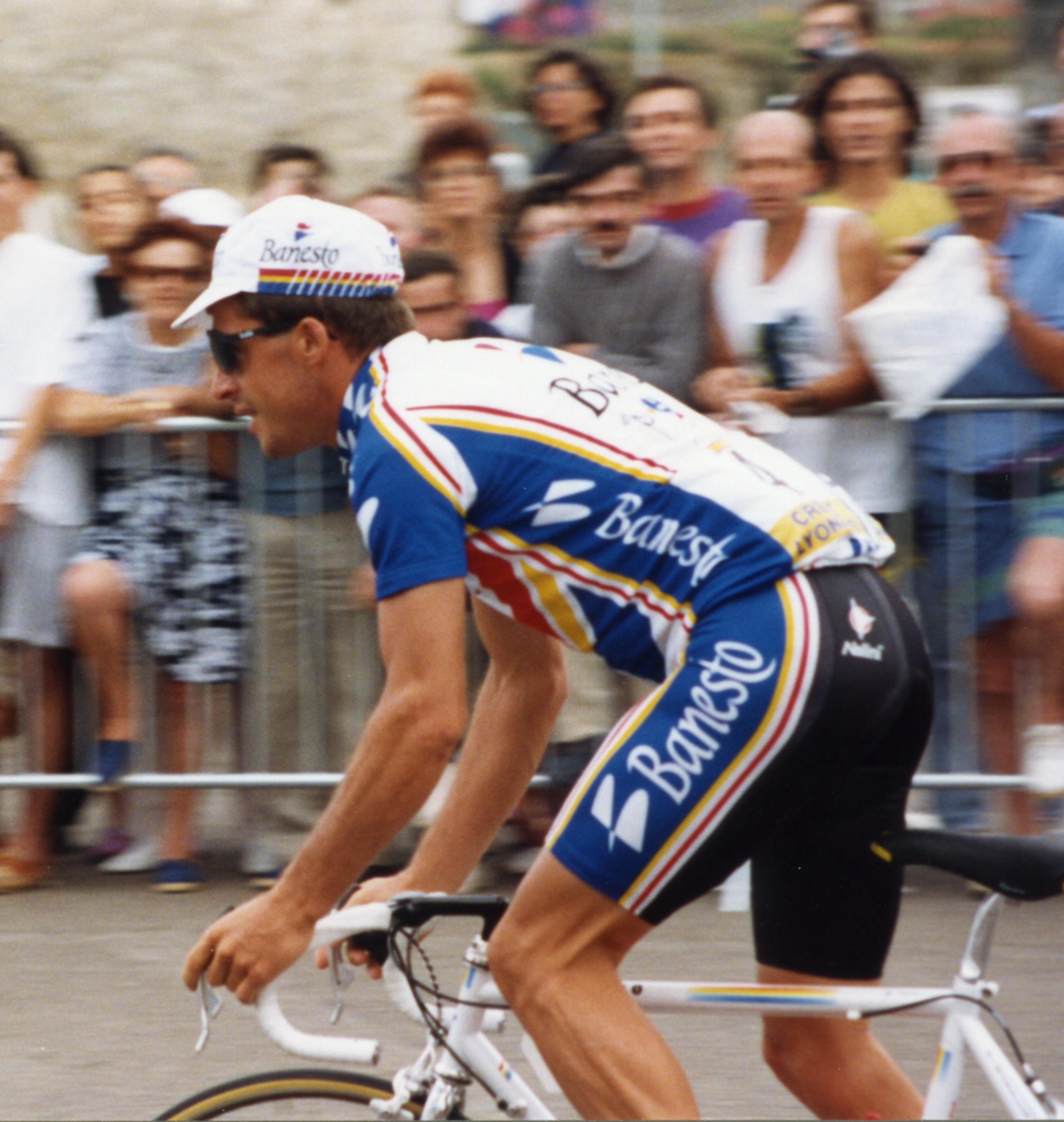
Pedro Delgado (1993)

Pedro Delgado Robledo (meist Perico Delgado; * 15. April 1960 in Segovia) ist ein ehemaliger spanischer Radrennfahrer, der während seiner Laufbahn als Radprofi von 1982 bis 1994 zweimal die Vuelta a España und einmal die Tour de France gewann.
Als Amateur gewann er 1980 die Bergwertung in dem Etappenrennen Grand Prix Guillaume Tell und eine Etappe der Rundfahrt sowie die Volta a Tarragona.
Delgado gewann mit der Vuelta a España 1985 seine erste Grand Tour. Am Start der vorletzten Etappe hatte Delgado noch sechs Minuten Rückstand auf den schottischen Kletterer Robert Millar. Delgado attackierte zusammen mit dem starken Rouleur José Recio. Millars Peugeot-Team zögerte mit der Verfolgung und der captain de la route Gilbert Duclos-Lassalle lehnte das Hilfsangebot italienischer Mannschaften ab. Recio gewann die Etappe und Delgado eroberte die Gesamtführung.
Nachdem Delgado auf der Bergankunft der 12. Etappe nach Alpe d’Huez das Gelbe Trikot eroberte und seine Gesamtführung nach dem Sieg im Einzelzeitfahren ausbaute, gewann er die Tour de France 1988 mit 7:13 Minuten Vorsprung auf Steven Rooks. Er war der erste spanische Sieger seit Luis Ocaña Pernía 1973. Überschattet wurde sein Sieg durch Delgados positiven Befund auf Probenecid, einem Mittel, welches geeignet ist Doping mit Anabolika zu verschleiern. Da das Präparat zu diesem Zeitpunkt aber noch nicht auf der Dopingliste des Radsportweltverbands UCI stand, wurde er nicht bestraft.
Die Titelverteidigung 1989 misslang Delgado, nachdem er beim Prolog in Luxemburg seinen Start um mehr als zweieinhalb Minuten verpasste. Am Ende der dreiwöchigen Rundfahrt wurde Delgado in der Gesamtwertung noch Dritter mit 3:34 Minuten hinter Greg LeMond.

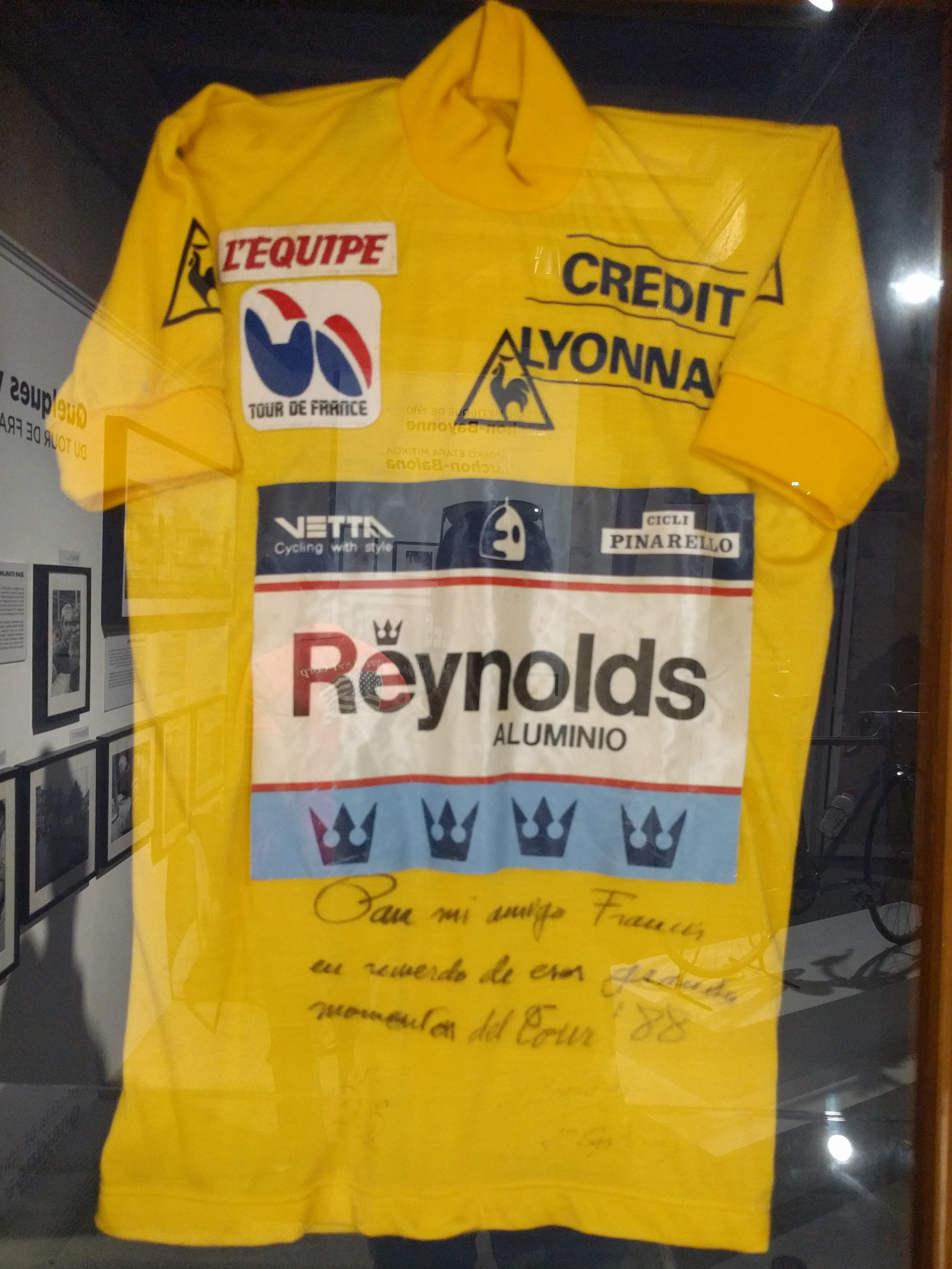
Gelbes Trikot von Delgado, Tour de France 1988.

Bei der Vuelta a España 1989 gelang Delgado sein zweiter Gesamtsieg der Spanienrundfahrt. Das Rennen wurde geprägt vom Kampf um die Gesamtwertung zwischen Delgado und seinem Reynolds-Team sowie dem späteren Zweitplatzierten Fabio Parra und dessen Kelme-Team. Am vorletzten Tag mit einer Etappe über fünf Bergpässe wurde der Gesamtführende Delgado nach einem Generalangriff des mit starken kolumbianischen Bergspezialisten besetzten Kelme-Teams schnell von seinen Teamkollegen isoliert. Er hielt den Rückstand auf Parra mithilfe verschiedener Fahrer anderer Mannschaften ohne Ambitionen in der Gesamtwertung in Grenzen und rettete so seine Gesamtführung. Zu den Fahrern, die Delgado unterstützten, gehörte unter anderem der Russe Iwan Iwanow, der von Delgado vor dem Start der letzten Etappe in aller Öffentlichkeit einen weißen Briefumschlag erhielt. Delgado erklärte, darin habe sich seine Adresse befunden, damit ihn Iwanow mit seiner Familie besuchen könne. Zu den Eintagesrennen, die Delgado gewann, gehörte der Clásica de Sabiñánigo 1982.
Nach Ablauf der Saison 1994 beendete Delgado seine Karriere als Radsportler. Während seiner Laufbahn platzierte er sich achtzehn Mal unter den ersten Zehn der Gesamtwertung einer Grand Tour und gewann vier Etappen der Tour de France sowie fünf der Vuelta a España.
1995 wählte eine schottische Band ihm zu Ehren den Namen The Delgados.

## Grand-Tour-Platzierungen
| Grand Tour            | 1983 | 1984 | 1985 | 1986 | 1987 | 1988 | 1989 | 1990 | 1991 | 1992 | 1993 | 1994 |
| --------------------- | ---- | ---- | ---- | ---- | ---- | ---- | ---- | ---- | ---- | ---- | ---- | ---- |
| Vuelta a EspañaVuelta | –    | 4    | 1    | 10   | 4    | –    | 1    | 2    | –    | 3    | 6    | 3    |
| Giro d’ItaliaGiro     | –    | –    | –    | –    | –    | 7    | –    | –    | 15   | –    | –    | –    |
| Tour de FranceTour    | 15   | –    | 6    | DNF  | 2    | 1    | 3    | 4    | 9    | 6    | 9    | –    |